# دورة الكربون

دورة الكربون

دورة الكربون يوجد الكربون في الغلاف الجوي على شكل ثنائي أكسيد الكربون (Co2)، كما يوجد في المركبات التي تكون أجسام الأحياء البرية و البحرية و هياكلها ، وفي التربة ضمن المادة العضوية و الدبال ، و في الغلاف المائي على شكل Co3 2-, Hco3 ذائبة في الماء ، كما يوجد أيضاً في الغلاف الصخري في الصخور الجيرية ((CaCo3والدولوميت (CaMg (Co3) (2 و الوقود الإحفوري (الفحم الحجري و النفط و الغاز الطبيعي)
وأن الكربون يوجد ضمن المادة العضوية (الكربون العضوي ) و ضمن المادة غير العضوية (الكربون غير العضوي )
تبدأ دورة الكربون بأخذ النباتات الخضراء (المنتجات ) مادة ثاني أكسيد الكربون من الغلاف الجوي في عملية البناء الضوئي لإنتاج المركبات العضوية
و في النبات أيضا تتم عملية التنفس ،و ينتج عن ذلك غاز Co2 الذي يعود إلى الغلاف الجوي ، و من ثم يستخدم في عملية البناء الضوئي بحيث تكتمل الدورة برجوعه إلى النبات . (من الملاحظ أن دورة الكربون مرتبطة إلى حد كبير بما يحدث لغاز Co2)
غالبا ما تتبع دورة الكربون مسارات أكثر تعقيداً؛ فبعد تحول الكربون الذي يكتسبه النبات إلى مواد عضوية ، تتغذى الحيوانات (المستهلكات ) عليها ، فإنه تتم عملية هضم المواد العضوية و امتصاصها و تمثيلها لتساهم في بناء الأنسجة الحيوانية. و بناء عليه فإن ذرات الكربون الموجودة في النبات تصبح جزءاً من تركيب خلايا جسم الحيوان الذي تغذى عليها . ماذا يحدث للكربون بعد ذلك ؟
و يمكن للكربون أن يرجع إلى الجو عن طريق عملية التنفس و ينتج من ذلك ثاني أكسيد الكربون . و الكربون المتبقي في خلايا و أنسجة الكائنات الحية المستهلكة تفقد جزءا منه عن طريق إفرازاتها و فضلاتها ، و بعد موتها فإن الكربون يؤول إلى المادة العضوية التي يمكن أن يعود منها إلى الجو بفعل عمليات التحلل الهوائية بوساطة الكائنات الحية الدقيقة (المحللات ) .
و هناك جزء من الكربون العضوي لا يمر بدورات من هذا النوع و بهذه السرعة ، إذ أنه يمكن أن يتتبع مسارا أطول ؛ ففي الحيوانات البحرية يدخل الكربون في تركيب الأجزاء الصلبة منها كأصداف الرخويات و ذلك على شكل كربونات الكالسيوم . و بعد مرور فترات زمنية طويلة يثبت الكربون في الصخور الجيرية من الترسبات البحرية لهذه الأصداف . كما يذوب قسم كبير من Co2 في مياه البحار و المحيطات و البحيرات الأمر الذي يمكن أن يؤدي إلى ترسيب الصخور الجيرية أي تثبيت الكربون . وهذه الصخور تتعرض إلى عمليات التجوية الكيميائية مما يؤدي إلى عودة قسم من الكربون المثبت إلى الغلاف الجوي على شكل Co2.
كما يمكن للكربون أن يصبح محتجزاً في المركبات العضوية في الوقود الأحفوري عندما تحفظ المركبات العضوية من عمليات التحلل الهوائية . و عند احتراق هذا الوقود فإن الكربون يرجع ثانية إلى الغلاف الجوي على شكل غاز ثاني أكسيد الكربون ليعاد تدويره من جديد .
هناك نقطة أخرى يجب ذكرها عند دراسة الكربون بالطبيعة و هي : أن معدل التحويل كالتنفس و البناء الضوئي و غيرها تتباين و تختلف من نظام بيئي لآخر . ففي المناطق الدافئة ذات الضوء الجيد 0الناطق الاستوائية) تقوم النباتات الخضراء بعملية البناء الضوئي بإنتاجية عالية الأمر الذي يؤدي إلى تنوع المستهلكات لمختلف مستوياتها ، وهذا يزيد من كمية التنوع الحيوي . و إذا قاربا ذلك بنظام بيئي بارد جاف ذي ضوء خافت فإن عملية البناء الضوئي تكون بطيئة ، و بالتالي فإن الإنتاجية بطيئة أو قليلة مما يقلل الكائنات الحية المستهلكة وهذا سيقلل من التنوع الحيوي الحيونات التي تطلق ثاني اكسيد الكربون عبر التنفس و التحلل.

## أنظر أيضا
- الكربون العضوي الذائب